# Valerio Staffelli
Valerio Staffelli (Milano, 15 ottobre 1963) è un personaggio televisivo italiano.

## Biografia
Figlio di Gennaro Staffelli, venuto a mancare nel 2020, e di Gigliola Forti, entrambi commercianti. Risale al 1978 il debutto radiofonico di Staffelli a Radio Capo Nord Milano, successivamente lavora poi per altre emittenti radiofoniche milanesi (Radio Omega, Teleradio International, Radio Capital) mentre l'esordio come attore televisivo e cinematografico è del 1984, con il varietà Sponsor City (Rete 4). Sempre nello stesso anno partecipa con Diego Abatantuono alla sit-com Diego 100% (Euro TV).
Nell'edizione 1996-1997 diviene inviato per Striscia la notizia. È conosciuto soprattutto per il suo ruolo di portatore del Tapiro d'oro, premio satirico consegnato a persone che a giudizio della redazione del programma siano state protagoniste di vicende spiacevoli o sfortunate. Le reazioni alle sue consegne sono spesso imprevedibili: c'è chi accetta la statuetta vantandosi di averla vinta, chi tenta di sottrarsi senza rilasciare dichiarazioni e chi manifesta reazioni violente ai danni del giornalista. Dal 2007 si occupa anche di fare inchieste per il fortunato programma di Antonio Ricci.
Staffelli è stato l'ideatore e il conduttore della trasmissione Al vostro posto in onda su Radio 24 dal 2001 al 2007. È stato anche conduttore di Striscia la domenica, versione domenicale dell'omonimo programma. Ha partecipato all'episodio La statua di cera della sitcom Casa Vianello, a tre edizioni di Scherzi a parte (complessivamente 70 gag) e, sempre per Mediaset, partecipa al programma I guastafeste.
Ha partecipato come attore nei film di Gabriele Salvatores Kamikazen - Ultima notte a Milano e Nirvana, e nel film di Jerry Calà Ragazzi della notte. Ha inoltre partecipato all'episodio Un giorno di ordinaria normalità della sitcom Camera Café e nel film Christmas in Love di Neri Parenti apparendo in una scena tagliata in cui consegna Il tapiro d'oro a Ronn Moss. Appare inoltre nel video di Viva la mamma, brano di Edoardo Bennato. È iscritto all’ordine dei giornalisti di Milano dal 1999 e ha scritto per conto di diverse testate, quali Gente motori, Tutto moto, News, Il nostro budget, Quotidiano Nazionale, Leggo, Golf Punk, Oggi, Sciare Magazine e Golf e Turismo. Scrive e produce video per la rivista ufficiale dell'Arma dei Carabinieri, Il Carabiniere. Nel 2022 ha avuto un ruolo nel film per la televisione Din Don - Un paese in due con Enzo Salvi

## Vita privata
Sposato con la showgirl Matilde Zarcone, ha due figli, Riccardo e Rebecca, quest'ultima conduttrice televisiva e conduttrice radiofonica.

## Filmografia

### Cinema
- Kamikazen - Ultima notte a Milano, regia di Gabriele Salvatores (1988)
- I cammelli, regia di Giuseppe Bertolucci (1988)
- Ragazzi della notte, regia di Jerry Calà (1995)
- Nirvana, regia di Gabriele Salvatores (1997)

### Televisione
- Diego 100% – sitcom (1985)
- Casa Vianello – sitcom, episodio 6x02 (1996)
- Camera Café – sitcom, episodio 3x166 (2006)
- Din Don - Un paese in due, regia di Paolo Geremei – film TV (2022)

## Programmi televisivi
- Italia mia (Rai 1)
- Scherzi a parte (Italia 1, 1992; Canale 5, 1993-1994)
- Ultimo minuto (Rai 3)
- I guastafeste (Canale 5, 1996)
- Striscia la notizia (Canale 5, dal 1997)
- I gemelli (Italia 1, 2002)
- Striscia la Domenica (Canale 5, 2009-2013)